# Chetan Shashital
Chetan Shashital (* 1968 in Mumbai) ist ein indischer Schauspieler, Synchronsprecher und Sänger.

## Leben und Wirken
Chetan Shashital wuchs in Mumbai auf. Er absolvierte eine professionelle Schauspielausbildung und eine Gesangsausbildung. Er trat seither in zahlreichen Musicals und Theaterstücken auf der Theaterbühne auf. Seit Ende der 1980er-Jahre ist er als Schauspieler aktiv und trat in mehreren Bollywood-Filmen auf.
Shashital ist umfangreich als Synchronsprecher tätig. Er ist seit Anfang der 1990er-Jahre der indische Sprecher von Homer Simpson und Apu Nahasapeemapetilon in der Zeichentrickserie Die Simpsons. Er lieh den beiden Figuren auch in Die Simpsons – Der Film seine Stimme. Er übernimmt in der Serie auch die Gesangsparts zahlreicher Figuren. Er synchronisierte auch Zeichentrickfilme wie Aladin oder Das Dschungelbuch. Er lieh bislang John Goodman, Robin Williams, Sean Connery, John Travolta und der Figur des Darth Vader in Star Wars: Episode III – Die Rache der Sith seine Stimme.